# 피어슨 심볼
피어슨 심볼(Pearson symbol), 피어슨 기호, 피어슨 노테이션(Pearson notation)은 결정 구조를 기술하는 수단으로서 결정학에서 사용되며 W.B. 피어슨(W.B. Pearson)에 의해 창안되었다. 이 심볼은 2개의 문자와 숫자로 이루어져 있다. 이를테면 다음과 같다:
- 다이아몬드 구조: cF8
- 루틸 구조: tP6

기울여진 2개의 문자는 브라베 격자를 규정한다. 소문자는 결정계를 규정하며 대문자는 센터링 타입(centring type)을 규정한다. 피어슨 심볼의 끝의 숫자는 단위 격자 내의 원자의 수를 나타낸다. IUPAC (2005)
| a | 삼사정계(triclinic, anorthic) |
| m | 단사정계(monoclinic)          |
| o | 사방정계(orthorhombic)        |
| t | 정방정계(tetragonal)          |
| h | 육방정계(hexagonal)           |
| c | 정육면체(cubic)               |

## 추가 문헌
- United States Naval Research Laboratory - Pearson symbol (Examples and pictures)